# Kahapana
Kahapana war der Name einer altindischen Münze. Sie war entweder aus Kupfer, Silber oder Gold. Ihre Form war rund oder rechteckig. Auf Sanskrit wurde sie auch Purana genannt, auf Englisch nennt man sie heute elding.
Kahapanas werden in der frühen buddhistischen Literatur genannt, ihre Rolle als Zahlungsmittel auf dem indischen Subkontinent der Antike ist aber auch durch Ausgrabungen belegt.

## Mythologisches
In der Geschichte von der Katze (Babbu-Jataka) des Pali-Kanons wird von einer reichen Maus berichtet, die Buddha so verehrte, dass sie ihm täglich einen Kahapana brachte, wovon Buddha Fleisch für sie kaufte. Mit ebendiesem Fleisch habe sie sich dann aus den Klauen von Katzen freigekauft.

## Historisches
Das Mahavansha, eine Pali-Chronik der Könige von Sri Lanka, berichtet über König Dutugamunu, der von 161 bis 137 v. Chr. regiert haben soll. Dutugamunu habe 800.000 Gold-Hirannas als Arbeitslöhne für den Bau eines Palastes bezahlt, was 6.400.000 Kahapanas entspricht.

## Fakten
Die gefundenen Kahapanas sind aus gehämmertem Silber. Ihr Gewicht variiert. Als Richtmaß werden 3,73 Gramm angenommen. Zu sehen sind Kahapanas im Münzmuseum der Zentralbank von Sri Lanka.